# NGC 4304
NGC 4304 је спирална галаксија у сазвежђу Хидра која се налази на NGC листи објеката дубоког неба.
Деклинација објекта је - 33° 29' 5" а ректасцензија 12h 22m 12,7s. Привидна величина (магнитуда) објекта NGC 4304 износи 11,6 а фотографска магнитуда 12,4. Налази се на удаљености од 36,0000 милиона парсека од Сунца. NGC 4304 је још познат и под ознакама ESO 380-20, MCG -5-29-34, FAIR 310, IRAS 12195-3312, PGC 40055.